# Anders Gustaf Ekeberg
Anders Gustaf Ekeberg (15. ledna 1767 Stockholm – 11. února 1813 Uppsala) byl švédský analytický chemik, který v roce 1802 objevil prvek tantal. Byl nedoslýchavý.

## Život
Ekeberg se narodil ve Stockholmu. Jeho otec, Joseph Erik Ekeberg, byl stavitel lodí. Jeho strýc byl cestovatel Carl Gustaf Ekeberg. Studoval na školách v Kalmaru, Söderåkře, Västerviku a Karlskroně. V roce 1784 nastoupil na Uppsalskou univerzitu, kterou ukončil v roce 1788. Jeho diplomová práce se týkala extrakce olejů ze semen. Mezi léty 1789 a 1790 studoval v Německu, kde navštěvoval přednášky M. H. Klaprotha v Berlíně a C. E. Weigela v Greifswaldu.
Ekeberg celý život trpěl zdravotními potížemi. V dětství přišel po silném nachlazení o většinu sluchu a později ztratil zrak na jedno oko v důsledku výbuchu plynu v laboratoři.
Zemřel svobodný ve věku 46 let.

## Kariéra
V roce 1794 se stal docentem chemie na univerzitě v Uppsale. Podporoval systematizaci chemického názvosloví podle návrhů Lavoisiera. Společně s Pehrem von Afzeliem vydal roku 1795 článek, ve kterém byly do švédštiny poprvé zavedeny nové názvy prvků jako vodík, dusík a kyslík.
V roce 1799 byl zvolen členem Švédské královské akademie věd.

## Vědecká práce

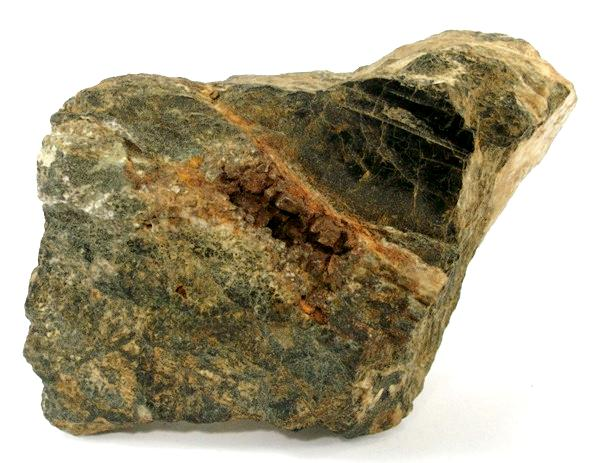
Minerál yttrotantalit z lokality Ytterby

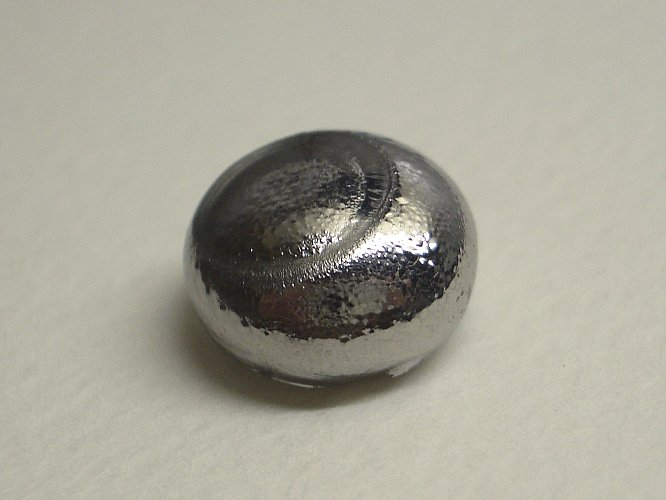
Tantal

Ekeberg analyzoval minerály z nalezišť ve Falunu a Ytterby. V roce 1802 zkoumal vzorky tantalitů z Kimita ve Finsku a yttrotantalitů z Ytterby. V obou případech identifikoval nový prvek, který pojmenoval tantal podle bájného řeckého hrdiny Tantalose, jenž byl odsouzen k věčnému trestu – stál ve vodě, která se však vždy ztratila, když se jí pokusil napít. Na jeho počest je od roku 2018 udělována cena Ekebergova cena (The Anders Gustaf Ekeberg Tantalum Prize), která je udělována za výzkum v oblasti tantalu.